# Drottningtorget, Trollhättan
Drottningtorget är ett torg i centrala Trollhättan. Torget avgränsas av Kungsgatan, Föreningsgatan, Drottninggatan och Polhemsgatan.

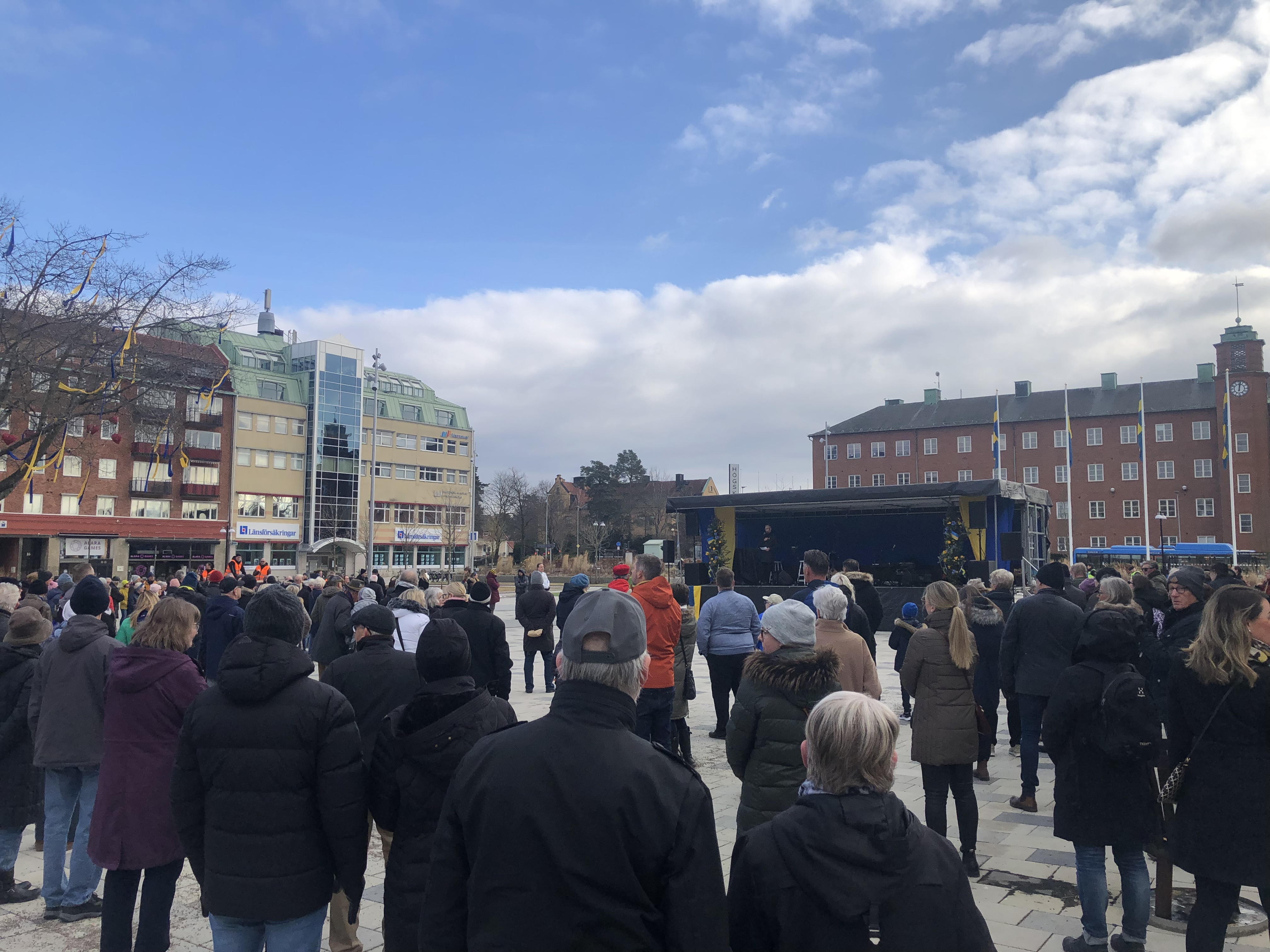
Manifestation på torget mot Rysslands invasion av Ukraina 2022.

Från 1700-talets början var stadens centrala plats med torghandel och marknader på Barkebacken, nuvarande Kanaltorget. I mitten av 1700-talet flyttades centrum till Karl Johans torg, och flyttades till Drottningtorget 1918. Torget bestod från början av berg och åkrar, och i mitten av torget fanns ett djupt dike. Torget iordningställdes 1929, och var knutpunkten för kollektivtrafiken i Trollhättan fram till torgets ombyggnation 2019.
I samband med torgets ombyggnation 1984–1986 avtäcktes en fontän formgiven av Carl-Harry Stålhane.
I samband med torgets ombyggnation 2017–2019, uppfördes även en byggnad på torget, innehållande en food court med två restauranger, samt turistbyrå och ett mindre kontor för Film i Väst.
Torget var tidigare knutpunkt för kollektivtrafiken i Trollhättan. I samband med att torget byggdes om 2019, blev busstrafikens nya knutpunkt istället Resecentrum vid Trollhättans station.